# بیژن نامدار زنگنه
بیژن نامدار زنگنه (زادهٔ ۳۰ شهریور ۱۳۳۱) سیاستمدار اصلاح‌طلب، کارشناس انرژی و مدرس دانشگاه ایرانی است که در دولت‌های هفتم، هشتم، یازدهم و دوازدهم به‌عنوان وزیر نفت ایران فعالیت می‌کرده است. وی همچنین از اعضای هیئت علمی دانشگاه صنعتی خواجه نصیرالدین طوسی و دانشکده فنی دانشگاه تهران است.
وی دانش‌آموخته کارشناسی ارشد مهندسی راه و ساختمان از دانشکده فنی دانشگاه تهران است و فعالیت سیاسی خود را از سال ۱۳۶۰ در دولت محمدجواد باهنر، در جایگاه معاون تحقیقات و تبلیغات وزیر ارشاد اسلامی آغاز نمود و چند ماه بعد معاون امور فرهنگی شد. زنگنه در دولت‌های سوم و چهارم به نخست‌وزیری میرحسین موسوی؛ ۵ سال وزیر جهاد سازندگی و یک سال نیز وزیر نیرو بود. در کابینه اکبر هاشمی رفسنجانی؛ ۸ سال به‌عنوان وزیر نیرو فعالیت کرد و در دولت‌های هفتم و هشتم به ریاست سید محمد خاتمی؛ ۸ سال وزیر نفت بود. او در دولت یازدهم و دولت دوازدهم به ریاست جمهوری حسن روحانی برای یک دوره ۸ ساله دیگر نیز، وزیر نفت بود.

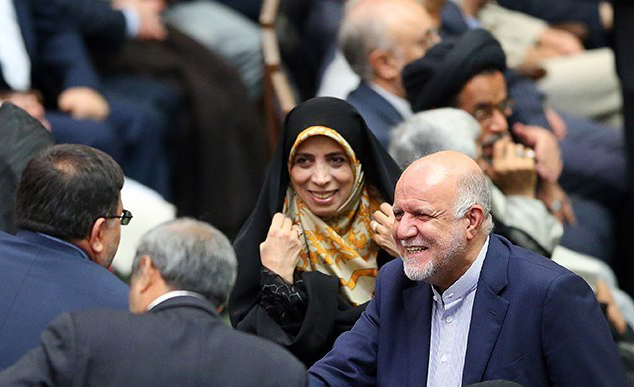
زنگنه در مراسم تحلیف حسن روحانی

زنگنه به جهت سابقه طولانی در مدیریت اجرایی و ۳۲ سال حضور در وزارتخانه‌های متعدد جمهوری اسلامی و دارا بودن ۳۰ سال سابقه وزارت در دولت‌های مختلف به «شیخ الوزراء» مشهور است. طبق گزارش خانه ملت، بیژن نامدار زنگنه با حضور در دولت‌های سوم، چهارم، پنجم، ششم، هفتم و هشتم بیشترین زمان مسئولیت وزارتخانه‌ها در کل تاریخ پس از انقلاب ۱۳۵۷ و جمهوری اسلامی ایران را دارد. وی را دارای یکی از بیشترین فعالیت در جذب سرمایه‌های خارجی در صنایع نفت و گاز ایران می‌دانند.

## زندگی‌نامه
بیژن نامدار زنگنه در شهریور ۱۳۳۱ در کرمانشاه زاده شد. وی تحصیلات ابتدایی و دوره اول متوسطه را در زادگاه خود ادامه داد و دوره دوم متوسطه را تا اخذ دیپلم در تهران به پایان رساند.
زنگنه در سال ۱۳۵۰ به رشته مهندسی راه و ساختمان دانشکده فنی دانشگاه تهران راه یافت و در سال ۱۳۵۶ با درجه کارشناسی ارشد مهندسی راه و ساختمان، با کسب رتبه ممتاز، فارغ‌التحصیل شد. او از سال ۱۳۵۶ به عضویت هیئت علمی دانشگاه صنعتی خواجه نصیرالدین طوسی درآمد و به تدریس در این دانشگاه پرداخت. وی در سال ۱۳۸۵ در جایگاه استاد تمام و عضو هیئت علمی این دانشگاه، بازنشسته شد.

## سوابق فعالیت
نامدار زنگنه ابتدا در فاصله سال‌های ۱۳۶۰ تا ۱۳۶۱ به عنوان معاون امور فرهنگی وزیر ارشاد اسلامی، پا به دولت نهاد. در آبان ۱۳۶۱ بنا به دعوت مدیران وقت جهاد سازندگی، به عضویت شورای مرکزی این نهاد درآمد. در پی تشکیل وزارت جهاد سازندگی در دولت سوم جمهوری اسلامی به ریاست میرحسین موسوی، از ۱۳۶۲ تا ۱۳۶۷ به عنوان نخستین وزیر جهاد سازندگی فعالیت نمود و در آخرین سال فعالیت دولت چهارم، در فاصله سالهای ۱۳۶۷ تا ۱۳۶۸ برای مدت یک سال نیز عهده‌دار وزارت نیرو بود. وی در کابینه اول و دوم اکبر هاشمی رفسنجانی، از ۱۳۶۸ تا ۱۳۷۶ برای دو دوره متوالی نیز وزارت نیرو را برعهده داشت. در دولت اصلاحات به ریاست سید محمد خاتمی از ۱۳۷۶ تا ۱۳۸۴ نیز برای دو دوره متوالی وزیر نفت بود.
وی از ۱۳۶۲ تا ۱۳۸۴ از اعضای شورای اقتصاد بود و از سال ۱۳۷۵ تا ۲۴ اسفند ۱۳۹۰ نیز به عنوان عضو مجمع تشخیص مصلحت نظام فعالیت نمود. زنگنه از اسفند ۱۳۸۵ تا مرداد ۱۳۸۷ به عنوان رئیس هیئت مدیره شرکت هپکو فعالیت می‌کرد. نامدار زنگنه از ۱۳۹۱ تا ۱۳۹۳ عضو هیئت مدیره سازمان نظام مهندسی و ساختمان استان تهران و در فاصله سالهای ۱۳۹۲ تا ۱۳۹۴ نیز عضو شورایعالی سازمان نظام مهندسی ساختمان کشور بود.

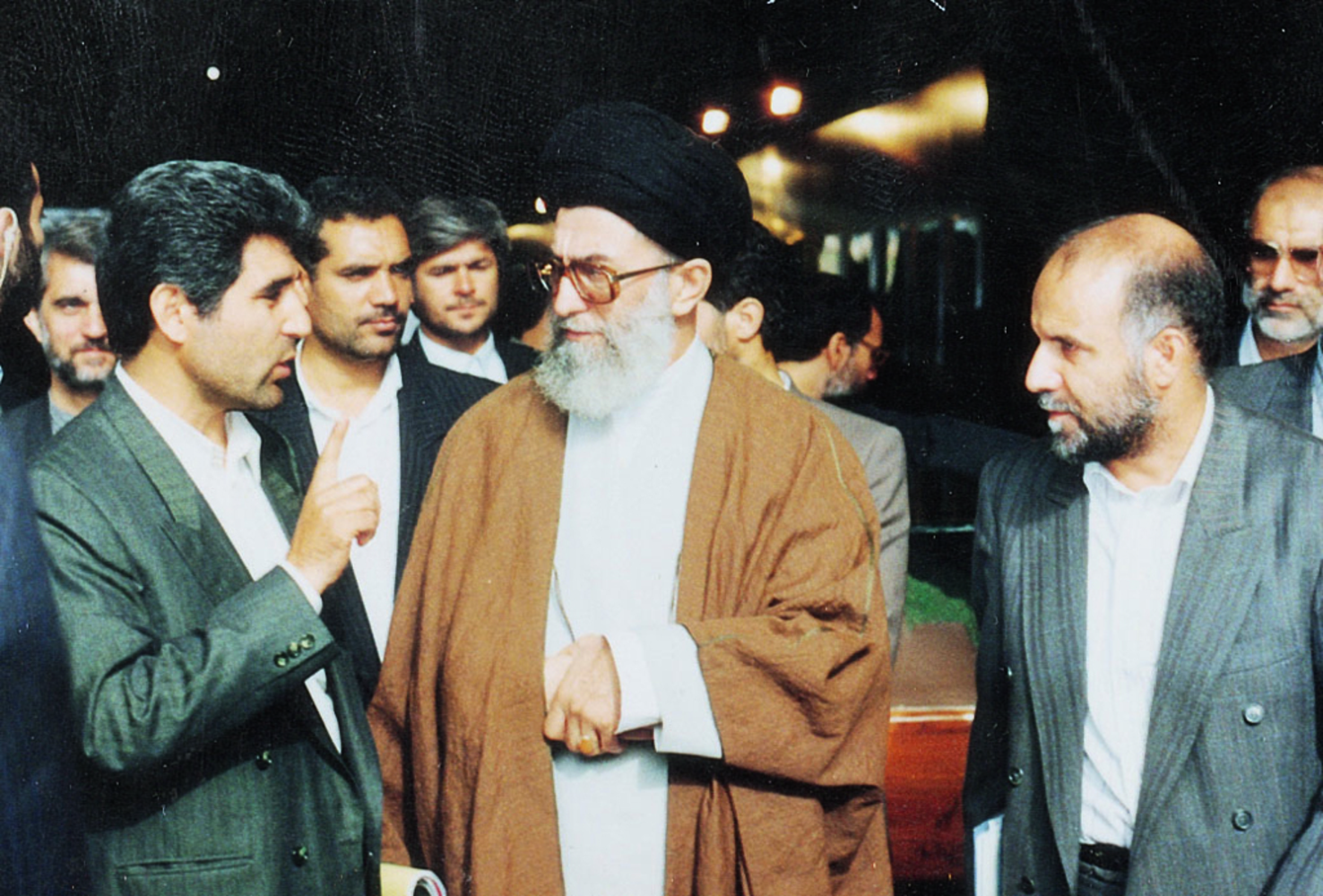
بیژن زنگنه (سمت‌راست) کنار علی خامنه‌ای در ۲۴ اسفند ۱۳۷۵

### معاون فرهنگی وزارت ارشاد
بیژن زنگنه با آغاز انقلاب فرهنگی، در جهت اجرایی شدن آن به فعالیت پرداخت و بعد از تشکیل دولت محمد علی رجایی در سال ۱۳۵۹ به سمت معاونت فرهنگی وزارت فرهنگ و ارشاد اسلامی منصوب شد. از جمله اقدامات وی در وزارت ارشاد اسلامی، کوشش در جهت تشکیل مرکزی برای جمع‌آوری، حفظ و نشر کلیه مدارک فرهنگی انقلاب اسلامی بود، که از جمله اقدامات این مرکز، انتشار مجموعه سخنان روح‌الله خمینی به نام صحیفه نور بود. وی تا سال ۱۳۶۱ در این سمت فعالیت نمود.

## وزارت نفت

### دولت هفتم
بیژن زنگنه در کابینه اول سید محمد خاتمی برای تصدی پست وزارت نفت از مجلس پنجم ۲۱۳ رأی موافق گرفت و ۵۳ نماینده به او رأی ممتنع و مخالف دادند.

### دولت هشتم
مجلس ششم که مجلسی هماهنگ با دولت خاتمی بود، در دادن رأی صلاحیت، کمترین اعتماد را به زنگنه داشت. در جلسه بررسی صلاحیت وزیر نفت دولت هشتم در مجلس ششم ۱۶۶ نماینده به وی رأی موافق دادند و ۸۸ نماینده نیز با وزارت او در پیچیده‌ترین و ثروتمندترین وزارتخانه کشور، مخالفت کرده بودند.

#### قرارداد کرسنت
حسن روحانی در آذر ۱۳۸۱ و از جایگاه دبیر شورای عالی امنیت ملی، با ارسال نامه‌ای خطاب به سید محمد خاتمی، رئیس‌جمهور وقت، به عملکرد بیژن زنگنه، وزیر نفت کابینه اصلاحات اعتراض کرد و اقدام وی در انعقاد قرارداد کرسنت با شرکت کرسنت پترولیوم را غیرقانونی و از طریق واسطه دانست و این قرارداد را دارای آثار منفی فراوان برای جمهوری اسلامی ایران دانسته بود. روحانی در جلسه رأی اعتماد مجلس به وزرای دولت یازدهم ضمن دفاع از عملکرد زنگنه در وزارت نفت، به مخالفان اعلام کرد که مؤلف نامه مذکور شخص وی است. طبق گفته محمدرضا نعمت‌زاده، ایران در پروندهٔ کرسنت ۱۸ میلیارد دلار جریمه شد. در یکی از جریمه‌های قرارداد کرسنت، ایران به پرداخت ۶۰۷ میلیون دلار محکوم شد. همچنین طبق گفته مصطفی هشمی طبا، ایران در پرونده کرسنت به پرداخت ۱۴/۵ میلیارد دلار محکوم شد. به‌دلیل قرارداد کرسنت چندین بار ایران محکوم به پرداخت جریمه شده است. اجرا قرارداد کرسنت در همان دولت هشتم متوقف شد. در پرونده فساد کرسنت علاوه‌بر بیژن زنگنه افراد دیگری مانند علی ترقی‌جاه و حمید ضیاجعفر حضور داشتند. سازمان جرائم انگلستان در دفتر عباس یزدان‌پناه اسنادی پیدا کرد کرد که مبنی بر دست‌داشتن مهدی هاشمی در کرسنت بود. اما پیش از شهادت در دادگاه عباس یزدان‌پناه به‌طور ناگهانی مفقود شد و دیگر اثری از آن نماند. کرسنت یک قرارداد ۲۵ ساله است که از لحاظ قیمتی به دو بخش ۷ ساله و ۱۸ ساله تقسیم می‌شود. در بخش اول قرارداد، ایران موظف بود روزانه ۵۰۰ میلیون فوت مکعب را با قیمت ثابت نفت معادل ۱۸ دلار به شرکت کرسنت بفروشد. در بخش دوم قرارداد هم ایران ملزم به افزایش میزان صادرات گاز به ۸۰۰ میلیون فوت مکعب و به قیمت ثابت نفت معادل ۳۸ دلار به کرسنت بود. درحالی‌که پیش‌بینی نفت بالای قیمت ۱۰۰ دلار توسط موسسات بین‌المللی انجام شده بود. حسن روحانی در زمان امضاء قرارداد کرسنت به عنوان دبیر شورای عالی امنیت ملی در نامه‌ای به بیژن زنگنه ایرادات قرارداد کرسنت را اینگونه توضیح می‌دهد: «فروش گاز به امارات از طریق واسطه (شرکت کرسنت)، عقد قرارداد طولانی ۲۵ ساله با یک شرکت غیرمعتبر که در سنوات قبل نیز عملکرد ضعیفی داشته است و در میدان مبارک حقوق ایران را نادیده گرفته است، قیمت و شرایط قراردادی در مقایسه با سایر قراردادهای منطقه بسیار نامطلوب است.» حسن روحانی در ادامه به قرارداد کرسنت سه اشکال گرفت: «۱- عدم وجود ضمانت معتبر در قرارداد ۲- نامعتبر بودن شرکت کرسنت ۳- شرایط قیمتی و قراردادی نامناسب.» بیژن زنگنه دربارهٔ این مشکلات قرارداد کرسنت گفت: «سه مورد مطرح شده دربارهٔ قرارداد کرسنت ربطی به شورای عالی امنیت ملی ندارد.» هنگام امضاء قرارداد کرسنت توسط بیژن زنگنه، در مفاد قرارداد کرسنت ذکر شده بود که «مفاد قرارداد کرسنت باید برای مسئولان جمهوری اسلامی ایران محرمانه باشد.» یکی از دلایلی که برخی مفاد این قرارداد و ابعاد فساد در آن تا سال‌ها روشن نشده‌بود، به‌دلیل این بود که وزارت نفت در قرارداد با کرسنت قبول کرده بود که مفاد قرارداد محرمانه بماند. شرکت کرسنت سابقهٔ خوبی در قراردادها نداشت و در کشورهای عراق و مصر قراردادهایی منعقد می‌کرد که در آخر به فساد مالی ختم می‌شد. اما بیژن زنگنه برای فروش گاز میدان گازی سلمان در عسلویه به یک شرکت کاغذی به نام کرسنت اقدام کرد. قرارداد کرسنت حتی در زمان دوباره انتخاب‌شدن بیژن زنگنه برای وزارت نفت در دولت‌های یازدهم و دوازدهم، بازهم بیژن زنگنه قرارداد کرسنت را اجرا نکرد. بیژن زنگنه در جریان انعقاد الحاقیه ششم قرارداد کرسنت، این قرارداد را به کلی محرمانه می‌کند تا غیر از وزارت نفت هیچ‌کس از جزئیات آن با خبر نشود. عباس یزدان‌پناه یزدی در یک نشست ویدیو کنفرانسی در دادگاه حضور پیدا می‌کند و دربارهٔ فساد در این پرونده اعتراف می‌کند اما برای نشست دوم که نشست اصلی بود، عباس یزدان‌پناه یزدی به طرز مشکوکی دیگر اثری از او پیدا نشد و طبق تحقیقات پلیس انگلستان مفقود یا کشته شده است. روش بیژن زنگنه در دولت هفتم و هشتم محرمانه‌کردن قراردادها بود که در دولت یازدهم و دوازدهم نیز این روش ادامه داد. او همه مسائل مهم وزارت نفت مانند قرارداد کرسنت را محرمانه کرده‌بود.

#### واگذاری هپکو
پس از واگذاری شرکت هپکو به علی‌اصغر عطاریان در دولت هشتم، در ۱۳۸۶/۱/۲۹ بیژن زنگنه مدیر شرکت هپکو شد. همچنین بیژن زنگنه نقش اساسی در واگذاری شرکت هپکو به علی‌اصغر عطاریان داشته است. طبق گفته‌هایی بیژن زنگنه برای مدیریت شرکت هپکو، سالانه حدود دو میلیون دلار حقوق می‌گرفته است.

### دولت یازدهم
بعد از انتخاب حسن روحانی به عنوان رئیس دولت یازدهم ایران، بیژن زنگنه به عنوان نامزد نهایی تصدی پست وزیر نفت، جهت معرفی به مجلس شورای اسلامی انتخاب شد. در خلال جلسه بررسی رای اعتماد به زنگنه، احمد توکلی، نماینده تهران ضمن اعلام موافقت خود به وزارت زنگنه، انتخاب وی را برای وزارت نفت ایران مفید دانست. وی اظهار کرد:
در وزارت نفت به خاطر اینکه چند دوره صدارت غیرنفتی‌ها اتفاق افتاد، یک نوع دلخوری و به نوعی سرافکندگی به‌طور کلی وجود دارد و وقتی آقای زنگنه خواست وزیر بشود نشاطی در کارکنان نفت ایجاد شد که ممکن بود کارایی را بالا ببرد. حتی گروه‌های وطن دوست استقلال‌طلب نفتی جنوب هم اکثرشان از ایشان حمایت کردند.
احمد توکلی رئیس هیئت مدیره دیده‌بان شفافیت، در تاریخ ۱۰ بهمن ۱۳۹۶ طی یک نامه به بیژن زنگنه و برادر خواندن او دربارهٔ قرارداد کرسنت نوشت:
برادر ارجمند زنگنه، قراردادهای فروش گاز کشور همانند قرارداد با شرکت نروژی و قرارداد کرسنت و رویکرد چندگانه و غیرکارشناسی در وزارت نفت که در پاسخ به ایرادهای منتقدان ناتوان است و حتی برنامه کارشناسی مشخصی در ساختار وزارت نفت در ارتباط با سرمایه‌های گازی کشور و قراردادها مربوط به آن وجود ندارد. به طوری که حتی متولی مشخص برای این کار در ساختار وزارت نفت وجود ندارد.

بیژن زنگنه (وزیر نفت) و محمدجواد ظریف (وزیر امور خارجه)

در مجلس وقت موضع‌گیری‌های تند و نگاه منتقدانه‌ای نسبت به عملکرد گذشته زنگنه در مواردی چون قرارداد کرسنت، استات اویل، توتال و انتخابات ریاست جمهوری سال ۱۳۸۸ وجود داشت، که در این میان لابی قدرتمند مدیران نفتی خصوصاً کارشناسان مناطق نفت‌خیز جنوب، دفاع تمام قدی را از وزارت زنگنه انجام دادند.
روحانی نیز در پایان دفاعیات خود از وزرای پیشنهادی، در دفاع از عملکرد زنگنه به نمایندگان مجلس یادآوری کرد، که حتی یک هفته اداره وزارت نفت تحت نظر سرپرست، هزینه‌های سنگینی برای کشور خواهد داشت و از نمایندگان خواست به وی رأی اعتماد بدهند.
در پایان جلسات بررسی رای‌اعتماد به کابینه پیشنهادی حسن روحانی، بیژن نامدار زنگنه با ۱۶۶ رأی موافق، ۱۳ ممتنع و ۱۰۴ مخالف، موفق به کسب اعتماد نمایندگان مجلس نهم شد و برای سومین بار به‌عنوان وزیر نفت در دولت‌های ایران انتخاب شد.
از مهم‌ترین ادعاهای زنگنه در هنگام گرفتن رای اعتماد برای وزارت نفت، مذاکره با مدیران بزرگ‌ترین شرکت‌های بین‌المللی حاضر در صنعت نفت و گاز جهان جهت حضور مجدد در پروژه‌های نفت و گاز ایران، بازگشت به‌کار مدیران ارشد و کارشناسان نفت و گاز کشور و ایجاد ثبات در مدیریت نفت و در نهایت جلوگیری از فروش نفت توسط بخش خصوصی (واسطه‌ها) بوده است.

#### قرارداد توتال
از مهم‌ترین و بزرگ‌ترین قراردادهای انجام‌شده در وزارت بیژن زنگنه قرارداد توتال و شرکت ملی نفت چین با ایران است. بیژن زنگنه و معاون او مرضیه شاهدایی، همواره به دفاع از قرارداد توتال پرداختند و ادعا می‌کردند این قرارداد برای کشور ایران لازم است. مهدی هاشمی در زمان عقد قرارداد نفت میان توتال و ایران به عنوان مدیر شرکت‌های پیمانکار شرکت ملی نفت ایران مشغول به فعالیت بوده است. شرکت توتال با دادن رشوه‌های کلان به برخی از فرزندان و خانواده‌های مسئولان ایران توانست این قرارداد را با ایران به امضا برساند. شرکت توتال به تعداد زیادی از افراد رشوه‌داد. از جمله افرادی که به دریافت رشوه محکوم شدند می‌توان به مهدی هاشمی، مرجان شیخ‌الاسلامی آل آقا، علی اشرف‌ریاحی، معصومه دری و محسن احمدیان اشاره‌کرد. کریستف دومارژری، مدیرعامل وقت توتال در زمان روشن‌تر شدن پرونده رشوه‌دادن توتال به مسئولان ایران و پیش از حضور در دادگاه دچار یک سانحه هوایی شده و فوت کرد. شرکت توتال برای سرمایه‌گذاری در ایران با کمک عباس یزدان‌پناه معروف به عباس یزدی و مهدی هاشمی، یک شرکت در لندن تأسیس می‌کنند تا به کمک آن رشوه به افرادی که به فروش نفت ایران کمک می‌کنند و خانواده‌های مسئولان ایران داده شود. اما پلیس انگلستان با ورود به منزل عباس یزدان‌پناه و بررسی رایانه او، اسناد و ایمیل‌هایی را یافت که سرآغاز یک تحقیقات گسترده در فسادهای نفتی ایران بود. بیژن زنگنه، وزیر نفت پیشتر گفته بود اگر سندی از فساد توتال در ایران در دست دارید، آن را به محاکم قضایی ارائه دهید. درحالی‌که دادگاه فرانسه کاملاً رشوه شرکت توتال را تأیید کرده و به این شرکت تذکر داد. وزارت نفت در دوران بیژن زنگنه و معاون او مرضیه شاهدایی، چند تیم را مأمور بررسی این فسادها کرد ولی هیچگاه گزارش روشنی دراین باره منتشر نشد. بیژن دادفر و عباس یزدان‌پناه پیش از حضور دادگاه دیگر اثری از آن‌ها پیدا نشد اما شواهدی از قتل توسط پلیس پیدا شد.

#### دستاوردها

بیژن زنگنه (وزیر نفت) و بیژن عالی‌پور (مدیرعامل مناطق نفتخیز)، تابستان ۱۳۹۶

در سال ۱۳۹۵ به متوسط سه میلیون و ۷۲۰ هزار بشکه در روز و در سال ۹۶ نیز به‌طور میانگین به سه میلیون و ۹۲۱ هزار بشکه در روز رسید، که سطح تولید نفت خام ایران در سال ۱۳۹۰ بود.

#### پیداشدن کارتخوان‌ها و جواهر
در چهارشنبه ۴ خرداد ۱۳۹۸ در گزارشی اعلام شد سه کارتخوان به ارزش ده‌ها میلیارد تومان در دفتر بیژن نامدار زنگنه کشف شده که در کنار آن‌ها مقادیری طلا و جواهر نیز بوده است. خبرگزاری وزارت نفت در بیانیه‌ای اعلام‌کرد که وزارت اطلاعات آن را تکذیب کرده است.

#### طرح افزایش تولید نفت
همزمان با شروع بکار بیژن زنگنه در وزارت نفت دولت یازدهم، تولید نفت خام کشور (در سال ۱۳۹۲) به‌طور متوسط ۲٫۷ میلیون بشکه در روز بود. در روزهایی که تیم مذاکره‌کننده وزارت امور خارجه ایران، به سرپرستی محمدجواد ظریف، فعالیت خود را با هدف از میان برداشتن تحریم‌ها و تصویب برجام آغاز کرده بودند، زنگنه نیز با استقرار تیم مدیریتی خود در وزارت نفت و شرکت‌های تابعه، طرح افزایش تولید نفت را آغاز نمود، که با اجرایی شدن برجام و برداشته شدن موانع صادرات و فروش نفت، در مدتی کوتاه، به‌طور روزانه یک میلیون بشکه، به تولید نفت خام کشور افزوده شد. در خرداد ۱۳۹۵ تولید نفت خام ایران بیش از ۳٫۸ میلیون بشکه در روز اعلام شد و متوسط صادرات روزانه نفت خام از مرز دو میلیون بشکه عبور کرد.

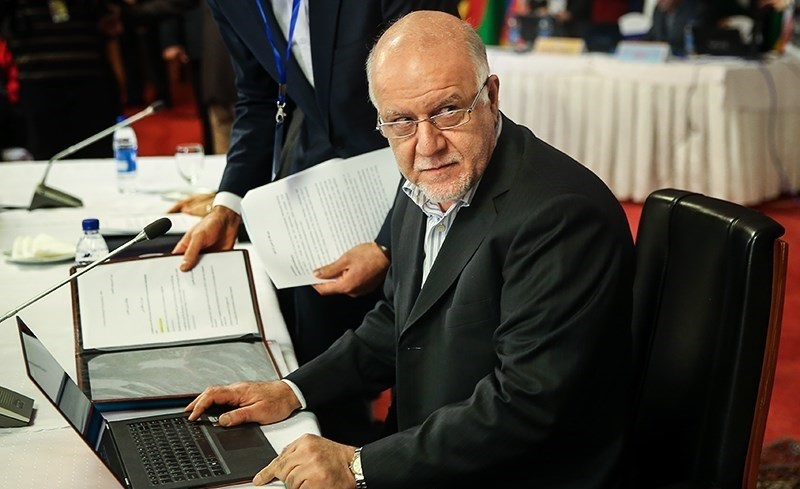
زنگنه در مجمع کشورهای صادرکننده گاز

### دولت دوازدهم
در دوره فعالیت دولت دوازدهم، بهره‌برداری هم‌زمان از پنج فاز پارس جنوبی، بهره‌برداری از سه میدان مشترک نفتی در منطقه غرب کارون با ظرفیت ۲۲۰ هزار بشکه در روز، افتتاح ۱۲ مجتمع پتروشیمی با ارزش درآمدزایی بیش از شش میلیارد دلار در سال، همچنین بهره‌برداری از فاز نخست پالایشگاه ستاره خلیج فارس به‌عنوان بزرگ‌ترین پروژه بنزین‌سازی کشور (پس از ۱۰ سال) از عملکردهای وزارت نفت تحت مدیریت بیژن زنگنه به‌شمار می‌گردد. وی در تاریخ ۲۷ اردیبهشت ۱۴۰۰ و نزدیک انتخابات ریاست جمهوری سیزدهم، برای پیشرفت قرارداد ۲۵ ساله ایران و چین ابراز امیدواری کرده و دربارهٔ بازنشستگی خود از وزارت نفت بیان کرد:
در دولت سیزدهم اگر پیشنهاد ریاست جمهوری هم به من داده‌شود، قبول نخواهم کرد. در دولت بعدی من از فعالیت‌های دولتی بازنشسته خواهم شد ولی همچنان در سیاست خواهم بود زیرا سیاست برای من مثل زندگی است. برنامه من بعد از اتمام وزارت نفت، بازنشستگی است. در بازنشستگی هم که من باید مانند بقیه مردم روزانه ۱۲ تا ۱۳ ساعت کار کنم که بتوانم زندگی، زن و بچه خود را بچرخانم.
در سال ۱۳۹۸ از وی به عنوان یکی از مشاهیر کُرد در کنگره جهانی مشاهیر کُرد که در سنندج برگزار شد، تقدیر و تجلیل به عمل آمد.

## وزارت جهاد سازندگی
بیژن زنگنه در آبان ۱۳۶۱ به دعوت جمعی از مدیران وقت جهاد سازندگی و با حکم میرحسین موسوی نخست‌وزیر وقت، به عضویت شورای مرکزی این نهاد منصوب گردید. در دولت سوم در جایگاه نخستین وزیر جهاد سازندگی وارد کابینه شد.

### دولت سوم
وی در تاریخ ۱ اسفند ۱۳۶۲ به عنوان نخستین وزیر جهاد سازندگی از مجلس وقت، رأی اعتماد گرفت. در جلسه بررسی صلاحیت وی، مرتضی فهیم کرمانی؛ نماینده کرمان، به عنوان مخالف و مهدی کروبی؛ به عنوان نماینده موافق، با وزارت زنگنه در جهاد سازندگی اظهاراتی را در صحن علنی مطرح نمودند، که در پایان رأی‌گیری، زنگنه موفق شد با ۱۱۰ رأی موافق، به عنوان نخستین وزیر جهاد سازندگی معرفی گردد و تا پایان فعالیت دولت سوم در سال ۱۳۶۴ در این جایگاه فعالیت نمود.

### دولت چهارم
بیژن نامدار زنگنه در ابتدای کار دولت چهارم، نخست به عنوان وزیر جهاد سازندگی به مجلس معرفی شد و با ۱۶۱ رای موافق، برای بار دوم وزیر جهاد گشت. وی برای نزدیک به ۳ سال و تا تاریخ ۳۰ تیر ۱۳۶۷ عهده‌دار وزارت جهاد سازندگی بود.

## وزارت نیرو

### دولت چهارم
در آخرین سال فعالیت کابینه دوم میرحسین موسوی، زنگنه به عنوان وزیر نیرو به مجلس سوم معرفی شد و در تاریخ ۲۹ شهریور ۱۳۶۷ به عنوان وزیر نیرو از مجلس وقت، رأی اعتماد گرفت. وی تا پایان کار دولت چهارم جمهوری اسلامی ایران در جایگاه وزیر نیرو فعالیت نمود.

### دولت پنجم
با پایان یافتن دولت میرحسین موسوی، زنگنه به عنوان وزیر نیرو وارد دولت اکبر هاشمی رفسنجانی شد. در دولت پنجم از ۱۹۶ رأی مأخوذه تنها ۱۹ نماینده به وزارت وی رأی ندادند و ۱۷۷ نفر دیگر از نمایندگان، به وزارت وی در وزارتخانه نیرو رأی مثبت دادند.

### دولت ششم
در کابینه دوم اکبر هاشمی رفسنجانی، بیژن زنگنه از مجلس چهارم ۲۴۵ رأی، برای تصدی پست وزارت نیرو گرفت. در آن مجلس نیز تنها ۱۲ نماینده به او رأی منفی دادند. این دوره از فعالیت زنگنه در وزارت نیرو با تغییر و تحول اساسی در این وزارتخانه و ساختار سازمانی آن همراه بود. از اقدامات وی در این دوره می‌توان به تأسیس گروه مپنا در سال ۱۳۷۱ اشاره کرد. این گروه صنعتی تاکنون احداث بالغ بر ۸۵٪ از ظرفیت نصب شده شبکهٔ برق ایران را برعهده داشته است، این شرکت همچنین اجرای نزدیک به یکصد پروژه، به ارزش بیش از ۳۰ میلیارد یورو را در کارنامهٔ خود ثبت نموده است.

## مواضع و گرایش سیاسی
بیژن زنگنه از نظر سیاسی دارای گرایش اصلاح‌طلبی بوده و دارای سابقهٔ عضویت در حزب کارگزاران سازندگی ایران و بنیاد باران می‌باشد. وی در انتخابات سال ۱۳۸۸ از حامیان میرحسین موسوی بشمار می‌آمد. زنگنه در همایش گرامیداشت محمدجواد تندگویان، منتقدان رابطه با آمریکا که معتقدند آمریکا در روابطش با ایران صداقت ندارد را مورد انتقاد جدی قرار داد و اظهار کرد هیچ ادعایی مبنی بر صادق بودن آمریکا در روابطش با ایران مطرح نشده و به‌طور کلی در روابط دیپلماتیک، صداقت هیچ جایگاهی ندارد و تنها اصل، دستیابی به منافع ملی و حفظ آن‌ها از روش‌های ممکن است.

## ثروت و دارایی
محمدعلی ابطحی، در یادداشتی با اشاره به بررسی فهرست اموال وزرای دولت روحانی در قوهٔ قضاییه، دربارهٔ زنگنه وزیر نفت نوشت:
«شنیدم که وقتی وزرای دولت آقای روحانی لیست اموال‌شان را بنابر قانون به قوه‌قضائیه داده‌اند، بعضی از آن‌ها خیلی پولدار بوده‌اند. اما کم‌ثروت‌ترین آن‌ها گویا آقای زنگنه، وزیر نفت بوده که قبلاً هم هشت‌سال وزیر نفت بوده است. او دَرِ جیبَش را بسته که زبانش دراز است».

### درآمد پس از بازنشستگی
بیژن زنگنه در اردیبهشت سال ۱۴۰۰ دربارهٔ بازنشستگی و درآمد خود در سن ۶۹ سالگی بیان‌کرد:
پس از پایان دولت دوازدهم از فعالیت‌ها بازنشسته خواهم شد، اما همچنان در عرصهٔ سیاست باقی خواهم ماند. من نیز مانند سایر مردم در زمان بازنشستگی باید روزی ۱۲ تا ۱۳ ساعت کار کنم تا بتوانم زندگی، زن و بچهٔ خود را بچرخانم.

## حواشی

### استخدام نماینده‌های مجلس در وزارت نفت
در آبان ۱۴۰۰ اسامی بیشتر از ۶۰ نفر نماینده‌های مجلس شورا اسلامی منتشر شد که بیژن زنگنه در دولت‌های مختلف آن‌ها را به‌صورت رسمی، مأمور به‌خدمت، انتقال دائم و حتی بازنشسته در وزارت نفت استخدام کرده‌بود. این درحالی‌است که بیژن زنگنه با ابلاغیه ۱۹ خرداد ۱۳۹۴ استخدام‌شدن دانشجویان دانشگاه صنعت نفت را مشروط به شرکت‌کردن در آزمون استخدامی اعلام‌کرد که تا قبل از ابلاغیه بیژن زنگنه چنین شرطی درهنگام ورود دانشجویان به دانشگاه نبود. بیژن زنگنه دربارهٔ این موضوع گفت: «ما با این دانشجویان قراری نداریم. برنامه‌ای داریم که دانشجویان دانشگاه صنعت نفت در آزمون استخدامی شرکت کنند.»

### کیفرخواست پروندهٔ کرسنت
در ۲۵ آبان ۱۴۰۰ سخنگو قوه‌قضائیه، ذبیح‌الله خدائیان دربارهٔ صدور کیفرخواست بیژن زنگنه در پرونده کرسنت گفت:
پس از انعقاد قرارداد کرسنت، بررسی‌هایی می‌شود که در جریان انعقاد قرارداد سوءاستفاده‌هایی صورت گرفته است و محتوای قرارداد به نفع کشور ما نبود. در همان زمان دیوان محاسبات، سازمان بازرسی کل کشور و وزارت اطلاعات گزارش‌هایی در خصوص سوءاستفاده‌هایی که در قرارداد کرسنت صورت گرفته به قوه قضائیه ارسال کرد که در نتیجه آن برای اعضای هیئت مدیره شرکت نفت ایران و همچنین وزیر وقت وزارت نفت، بیژن زنگنه در دادسرای عمومی و انقلاب تهران پرونده‌ای تشکیل شد. در خصوص پرونده کرسنت که مربوط به بیژن زنگنه و هیئت مدیره شرکت ملی نفت ایران کیفرخواست به دادگاه ارسال شده است و در دادگاه در حال بررسی است. پرونده‌ای در مورد اعضای هیئت مدیره شرکت نفت، افرادی که با آن‌ها مرتبط بودند و وزیر وقت نفت، بیژن زنگنه تشکیل می‌شود. حکم این پرونده صادر، اما اجرا نشده است.
این کیفرخواست به درخواست نمایندگان مجلس صادر شد. علیرضا سلیمی عضو هیئت رئیسه مجلس، دربارهٔ قرارداد کرسنت گفت: «خسارات قرارداد کرسنت ۶ برابر خسارت بابک زنجانی به کشور است. عدم سرمایه‌گذاری آقای زنگنه در بهره‌برداری از چاه‌های نفت و گاز ما را امروز در تولید نفت و گاز با مشکلات جدی مواجه کرده است.» نائب‌رئیس کمیسیون اصل ۹۰ مجلس شورای اسلامی قرارداد کرسنت را سرشار از فساد و رشوه دانست. سید محمد حسینی گفت: «کرسنت خسارت زیادی به کشور وارد کرد.» سایر نمایندگان مجلس در یک نامه به رئیس وقت قوه‌قضائیه محسنی اژه‌ای، خواستار برخورد شدید با متخلفان قرارداد خسارت‌بار کرسنت مانند بیژن زنگنه شدند.